# ذرات کاپا
ذرات کاپا 
علاوه بر اثر والد مادری و توارث مادری (اندامکی) توارث های دیگری نیز از طریق برخی عوامل آلوده کننده در سیتوپلاسم اتفاق می افتند. از جمله این عوامل آلوده کننده می توان باکتری ها، ویروس ها و دیگر ذرات عفونت زا یا بیماری زا که در سیتوپلاسم برخی از یوکاریوتها زندگی می کنند و به نتاج منتقل می شوند و فنوتیپشان را در میزبان و نتاج حاصل، بوجود می آورند که منشا کروموزومی ندارند. این ها را وراثت کاذب یا وراثت غیرحقیقی می گویند .
برای تعیین نام عوامل آلوده کننده از حروف لاتین استفاده می کنند: کاپا
پارامسی نوعی پروتوزوئر مژک دار هستند این پروتوزوئرها نسبتاً درشت هستند، دارای یک هسته بزرگ پلی پلوئید و یک هسته دیپلوئید می باشند. هسته بزرگ در تنظیم فرایندهای فیزیولوژیک و هسته کوچک در آمیزش و جفت گیری دارای نقش می باشند. هسته های کوچک در بوجود آمدن هسته بزرگ موثرند در عین حال می توانند هسته کوچک از طریق هم آوری (ادغام بین پروتوزوئرهای شرکت کننده مبادله شوند .
این ذرات کاپا (Kappa particles) چگونه شناخته شدند؛
در سال 1930 شخصی به نام sonneborn آزمایشی روی پروتوزئر  paramecium aurelia انجام داد و مشاهده کرد که وقتی پارامسی ها باهم ادغام می شوند، برخی از آنها در اثر وجود یک نوع ماده¬ی سمی به نام پارامیسین از بین رفتند در نتیجه در اثر تولید ماده ی سمی و کشنده، آنها از بین رفتند.
بعد از مدتها مطالعه مشخص شد که عامل کشنده در پارامسی ذراتی به نام " ذرات کاپا" می باشد. که پارامسی تولید می کند و به صورت انگل با آنها زندگی میکند .
ذرات کاپا در واقع دارای ماده ی شیمیایی RNA ,DNA می باشد و این ماده شیمیایی قابل موتاسیون می باشد. پارامسی اگر بخواهد کشنده باشد بایستی حداقل یک ژن هسته ای بارز (غالب) با علامت K را داشته باشد. پارامسی دارای ژنوتیپ kk (حساس) است حتی اگر سلول دارای ذرات کاپا باشد ولی ژنوتیپ هموزیگوت غالب باشد (KK) بشرطی می تواند کشنده باشد که دارای ذرات کاپا باشد ولی در صورت غالب بودن سیتوپلاسم فاقد ذرات کاپا باشد همانند پارامسی های با ژنوتیپ هموزیگوت مغلوب حساس است. اما برای تولید پارامسین (پروتئین سمی) سیتوپلاسم بایستی دارای  تعداد معینی از ذرات کاپا داشته باشد و تعداد آنها را 100 تا 400 عدد گزارش کرده اند در صورتی که تعداد آنها از 100 عدد کمتر باشد ماده ی سمی تولید شده به وسیله آنها رقیق تر شده و پارامسی غیر کشنده تر می شود . بدیهی است که عامل اصلی تولید ماده سمی ویروس DNA می باشد. این ویروس در داخل یک باکتری می تواند ذرات کاپا را بوجود آورد و از طریق سیتوپلاسم به یاخته های حاصل تقسیم شوند. پارامسی هایی که دارای ذرات کاپا هستند ظاهراً قابل تشخیص هستند چرا که رنگ آنها شفاف تر است .  